# Ваксвајлер
Ваксвајлер (њем. Waxweiler) општина је у њемачкој савезној држави Рајна-Палатинат. Једно је од 235 општинских средишта округа Ајфелкрајс Битбург-Прим. Према процјени из 2010. у општини је живјело 1.112 становника. Посједује регионалну шифру (AGS) 7232322.

## Географски и демографски подаци
Ваксвајлер се налази у савезној држави Рајна-Палатинат у округу Ајфелкрајс Битбург-Прим. Општина се налази на надморској висини од 360 метара. Површина општине износи 6,0 km². У самом мјесту је, према процјени из 2010. године, живјело 1.112 становника. Просјечна густина становништва износи 187 становника/km².